# Christian Heinze (Maler)
Christian Heinze (* 29. Dezember 1941 in Dresden) ist ein deutscher Maler und Grafiker.

## Leben und Werk
Der Vater Heinzes war Autoschlosser und Hobbymaler. Er starb 1945, kurz vor dem Ende des Zweiten Weltkriegs, als Soldat der Wehrmacht. Die Mutter, gelernte Buchbinderin, war Hausfrau. Heinze absolvierte von 1956 bis 1958 eine Lehre als Betonfacharbeiter. Danach besuchte er die Arbeiter- und Bauernfakultät für bildenden Kunst an der Hochschule für Bildende Künste (HfBK) Dresden und machte das Abitur. Anschließend studierte er bis 1966 an der HfBK bei Heinz Lohmar, Rudolf Bergander und Paul Michaelis. Seitdem arbeitet er, unterbrochen durch den Wehrdienst bei der NVA, in Potsdam als freischaffender Maler und Grafiker. Als Grafiker bedient er sich vor allem der Aquatinta-Technik. Heinze betont, dass er von seiner Kunst immer leben konnte. Neben der freien künstlerischen Arbeit veröffentlichte er in der DDR jährlich seit 1972 einen Kalender, was eine sichere Einnahmequelle war. Für den DEFA-Indianerfilm Tecumseh von 1972 baute er Requisiten.
In Potsdam bewohnte Heinze ab 1968 mit den Malern Peter Wilde, Manfred Nitsche und Alfred Schmidt und dem Regisseur Kurt Tetzlaff die Villa Rumpf am Heiligen See. 1992 zog er mit seiner Frau Ute und den Kindern in ein eigenes Haus. Er war von 1966 bis 1990 Mitglied des Verband Bildender Künstler der DDR (VBK). Neben seiner künstlerischen Tätigkeit leitete er ab 1967 im Reichsbahnausbesserungswerk Potsdam einen Mal- und Zeichenzirkel. 1980 reiste Heinze als Abgesandter des VBK mit Falko Behrendt, Edmund Bechtle, Uwe Bullmann und Günther Rechn durch palästinensische Gebiete im Libanon, wobei sie auch Yasser Arafat trafen.
Heinze unternahm auch Studienreisen in die Sowjetunion, dort u. a. nach Tadschikistan und Usbekistan, und 1989 nach Simbabwe.
Heinze hatte in der DDR und im Ausland eine bedeutende Zahl von Einzelausstellungen und Ausstellungsbeteiligungen, u. a. 1967/1968 auf der VI. Deutsche Kunstausstellung und von 1977 bis 1988 auf der VIII. bis X. Kunstausstellung der DDR in Dresden, 1987 in der Nationalgalerie von Simbabwe in Harare und 1988 in Wien. Er erhielt den Kunstpreis der DSF.
Heinze sagt, dass er von seiner Kunst leben konnte. „Er fühlte sich in der DDR verwurzelt, musste sich nicht verstellen. War andererseits immer auch Pragmatiker und als solcher ideologisch nicht so eng mit dem Land verwoben, um nach 1989 in ein Loch zu fallen.“
Auch nach der deutschen Wiedervereinigung kann Heinze von seiner Kunst leben und seine Werke ausstellen. Er fand einen Kontakt ins Saarland und erhält von dort Aufträge. Er begann sich intensiv mit Preußen und Potsdam zu beschäftigen und schuf Radierungen, Collagen und Zeichnungen von historischen Potsdamer Gebäuden.
Werke von Christian Heinze befinden sich im Kunstarchiv Beeskow.

## Rezeption
„Typisch für Christian Heinze ist, dass er für die Entstehung einer Arbeit selten nur eine künstlerische Technik verwendet. Beeindruckend auch, dass er bei der Verwendung nur einer Druckplatte mit jedem Druck ein völlig unterschiedliches Ergebnis erreicht mit immer wieder neuen Farbvariationen und damit neuen Stimmungen, die von sonnendurchflutet, bis winterlich kühl ausfallen können. In anderen Fällen entstehen Farbgrafiken durch das übereinander drucken mehrerer Platten in unterschiedlicher Reihenfolge.“